# Jardín botánico De Kruidhof
El Jardín botánico De Kruidhof en holandés : Botanische Tuin De Kruidhof, es un jardín botánico y el museo de Buitenpost en la provincia holandesa de Frisia, Holanda. 

## Localización
Botanische Tuin De Kruidhof Schoolstraat 29B Buitenpost; Friesland-Frisia Netherlands-Holanda.
Planos y vistas satelitales.53°15′20″N 6°8′20″E / 53.25556, 6.13889

## Historia
De Kruidhof es miembro de la Asociación Holandesa de Jardines Botánicos desde el año 2000 y un museo registrado. 
También hay conciertos al aire libre y exposiciones de arte. 

## Colecciones
Hay diversos jardines Temáticos:
- Hierbas medicinales,
- Rosaleda con una gran variedad de cultivares de rosas,
- Jardín del monasterio, con las plantas que se cultivaban en los monasterios de la Edad Media,
- Huerto de árboles frutales,
- jardín de mariposas ,
- bosque,
- Helechos,
- Plantas utilizadas como tintes,
- Flores silvestres,
- Jardín con plantas que se mencionan en la Biblia,
- Jardín de la meditación.

En los terrenos de la Kruidhof se encuentra el edificio del Museo de la Edad de Hielo. 